# Pokretna kulturna doba u crkvi Marijina Rođenja u Muću Donjem
Pokretna kulturna dobra u crkvi Marijina Rođenja u selu Muću Donjem, zaštićeno kulturno dobro

## Opis dobra
Vrijeme nastanka: 18. st. do 20. st. Pokretna kulturna dobra u crkvi Marijina Rođenja u Muću Donjem dio su inventara crkve koji se još uvijek koriste u kultu kao i oni koji se zbog starosti i oštećenosti više ne upotrebljavaju. Pohranjeni su u samoj crkvi te na prvom katu zvonika i tavanu crkve. Predmeti su datirani u period od 18. do 20. st., a opis predmeta dan je u priloženom popisu od rednog broja 1 do 25. Među štafelajnim slikama ističe se slika Bogorodica s djetetom autora Filippa Naldija iz 18. st. Inventar crkve sadrži i dvije polikromirane skulpture sv. Antuna Padovanskog datirane u 18. i 19. st., te polikromiranu drvenu skulpturu nepoznatog tirolskog majstora Srce Marijino datirano u 19./20. st. Od predmeta koji su pohranjeni u zvoniku i na tavanu crkve ističe se drveni pozlaćeni recipijent tzv. Kristov grob datiran u 19. st. koji se u Velikom tjednu koristi u religijske svrhe. Ovim rješenjem zaštićuje se i ukupno 10 kanonskih tablica u drvenim okvirima datiranih uglavnom u 19. st.

## Zaštita
Pod oznakom P-4907 zavedena su kao pokretno kulturno dobro — zbirka, pravna statusa preventivno zaštićena kulturnog dobra, klasificirano kao "sakralni/religijski predmeti".